# Катастрофа EMB 120 в Монро
Катастрофа EMB 120 в Монро — авиационная катастрофа, произошедшая в четверг 9 января 1997 года. Авиалайнер Embraer EMB-120RT Brasilia авиакомпании Comair (работала под маркой Delta Connection) совершал внутренний рейс DL3272 по маршруту Цинциннати—Детройт, но при заходе на посадку потерял управление и рухнул на землю в Монро, в 29 километрах от аэропорта Детройта. Погибли все находившиеся на его борту 29 человек — 26 пассажиров и 3 члена экипажа.

## Самолёт
Embraer EMB-120RT Brasilia (регистрационный номер N265CA, серийный 257) был выпущен в декабре 1991 года, на период испытаний носил б/н PT-SUD. 6 февраля 1992 года был передан заказчику — американской авиакомпании Comair, где получил бортовой номер N265CA. Оснащён двумя турбовинтовыми двигателями Pratt & Whitney Canada PW118. На день катастрофы совершил 12 734 цикла «взлёт-посадка» и налетал 12 752 часа.

## Экипаж
Самолётом управлял опытный экипаж, его состав был таким:
- Командир воздушного судна (КВС) — 42-летний Данн Карлсен (англ. Dann Carlsen). Опытный пилот, проработал в авиакомпании Comair 6 лет и 11 месяцев (с 5 февраля 1990 года). Управлял самолётами CL-65 и SA-227 и вертолётом BV-234. В должности командира EMB-120 — с 12 сентября 1996 года. Налетал 5329 часов, 1097 из них на EMB-120.
- Второй пилот — 29-летний Кеннет В. Рис (англ. Kenneth V. Reece). Опытный пилот, проработал в авиакомпании Comair 2 года и 2 месяца (с 17 октября 1994 года). В должности второго пилота EMB-120 — с 11 сентября 1996 года. Налетал 2582 часа, 1494 из них на EMB-120.

В салоне самолёта работала одна стюардесса — 26-летняя Даринда Огден-Нильсен (англ. Darinda Ogden-Nielsen). Проработала в авиакомпании Comair 4 года (с декабря 1992 года).

## Расследование
Расследование причин катастрофы рейса DL3272 проводил Национальный совет по безопасности на транспорте (NTSB).
Изначально следователи предполагали, что самолёт разбился от попадания в спутный след от рейса авиакомпании American Airlines, который летел в нескольких километрах от рейса 3272. Но эта версия была быстро опровергнута.
Возможной причиной также было атмосферное обледенение крыльев. Последующее расследование показало, что именно оно и стало причиной катастрофы. Следователи NTSB вспомнили про катастрофу ATR 72 под Розлоном, которая произошла из-за того, что пилоты рейса American Eagle Airlines-4184 не включили противообледенительную систему.
Также следователи выяснили, что контрольные карты компании «Embraer» и авиакомпании Comair отличались между собой — согласно «Embraer», противообледенительная система должна была включаться, когда на крыльях скопилось даже малое количество льда. Однако требования Comair требовали включать систему только после нарастания существенного слоя льда, что было продиктовано устаревшей практикой и не соответствовало техническим особенностями новых самолётов с более совершенной противообледенительной системой.
Окончательный отчёт расследования был опубликован 4 ноября 1998 года.

## Культурные аспекты
Катастрофа рейса 3272 Comair показана в 17 сезоне канадского документального телесериала Расследования авиакатастроф в серии Смертельный миф.